# Bothus robinsi
Bothus robinsi is een straalvinnige vissensoort uit de familie van botachtigen (Bothidae). De wetenschappelijke naam van de soort is voor het eerst geldig gepubliceerd in 1972 door Topp & Hoff.